# The Adventures of Sherlock Holmes (televisieserie)
The Adventures of Sherlock Holmes is een Britse televisieserie opgenomen tussen 1984 en 1994 in 41 afleveringen. De serie bestaat uit verfilmingen van vrijwel alle romans en korte verhalen over de detective Sherlock Holmes.
De serie was een productie van Granada Television. Jeremy Brett vertolkte de rol van Sherlock Holmes. David Burke vervulde aanvankelijk de rol van Dr. Watson, totdat hij besloot met de serie te stoppen om meer tijd door te brengen met zijn gezin. Edward Hardwicke nam de rol van hem over.

## Achtergrond
De serie werd aanvankelijk geproduceerd door Michael Cox, en later door June Wyndham Davies. De serie werd aangepast voor televisie door scenarioschrijver John Hawkesworth, die ook enkele van de afleveringen schreef. Andere schrijvers voor de serie waren Jeremy Paul, T. R. Bowen en Alan Plater.
Voor de serie werd een volledige replica van Baker Street gebouwd in de studio’s van Granada.
Naast Brett, Burke en Hardwicke waren andere vaste acteurs Rosalie Williams als huishoudster Mrs. Hudson en Colin Jeavons als Inspecteur Lestrade van Scotland Yard. In enkele afleveringen speelde Charles Gray mee als Holmes' broer Mycroft Holmes. Hij speelde dit personage ook al in de film The Seven-Per-Cent Solution uit 1976. Eric Porter speelde Holmes' aartsvijand, professor Moriarty.
In totaal werden 41 van de 60 Sherlock Holmes-verhalen geschreven door Arthur Conan Doyle bewerkt voor de serie. De serie moest noodgedwongen stoppen door de dood van Brett als gevolg van hartfalen. Eerder was al bekend geworden dat hij vanwege zijn zwakke gezondheid wilde stoppen met de serie. De producers besloten na zijn dood geen vervanger te zoeken, maar de serie te beëindigen.
De serie bevat volgens veel Sherlock Holmes-fans de meest getrouwe verfilmingen van de verhalen. Desondanks bracht de reeks wel wat wijzigingen aan bij de personages. Zo stopte Holmes in de aflevering "The Devil's Foot" met zijn gebruik van cocaïne omdat de serie ook populair bleek onder kinderen.

## Afleveringen

### The Adventures of Sherlock Holmes

#### 1984
- A Scandal in Bohemia
- The Dancing Men
- The Naval Treaty
- The Solitary Cyclist
- The Crooked Man
- The Speckled Band
- The Blue Carbuncle

#### 1985
- The Copper Beeches
- The Greek Interpreter
- The Norwood Builder
- The Resident Patient
- The Red-Headed League
- The Final Problem

### The Return of Sherlock Holmes

#### 1986
- The Empty House
- The Abbey Grange
- The Musgrave Ritual
- The Second Stain
- The Man with the Twisted Lip
- The Priory School
- The Six Napoleons

#### 1987
- The Sign of Four (Lange aflevering).

#### 1988
- The Devil's Foot
- Silver Blaze
- Wisteria Lodge
- The Bruce-Partington Plans
- The Hound of the Baskervilles (Lange aflevering).

### The Case-Book of Sherlock Holmes

#### 1991
- The Disappearance of Lady Frances Carfax
- The Problem of Thor Bridge
- Shoscombe Old Place
- The Boscombe Valley Mystery
- The Illustrious Client
- The Creeping Man

#### 1992
- The Master Blackmailer (Lange aflevering).

#### 1993
- The Last Vampyre — (Lange aflevering. Was: The Adventure of the Sussex Vampire).
- The Eligible Bachelor —(Lange aflevering. Was: The Adventure of the Noble Bachelor).

### The Memoirs of Sherlock Holmes

#### 1994
- The Three Gables
- The Dying Detective
- The Golden Pince-Nez
- The Red Circle
- The Mazarin Stone
- The Cardboard Box